# إعلان الدوحة
إعلان الدوحة للمصالحة الفلسطينية إتفاق بين حركتي فتح وحماس جرى توقيعه بحضور أمير قطر في العاصمة القطرية الدوحة في السادس من فبراير شباط 2012 ووقعه محمود عباس نيابة عن حركة فتح وخالد مشعل نيابة عن حركة حماس بهدف تسريع وتيرة المصالحة الوطنية الفلسطينية 

## نص الإتفاق
نص الإتفاق على أربع نقاط أساسية 
- أولا: التأكيد على الاستمرار في خطوات تفعيل وتطوير منظمة التحرير الفلسطينية من خلال إعادة تشكيل المجلس الوطني الفلسطيني بشكل متزامن مع الإنتخابات الرئاسية والتشريعية. كما تم الإتفاق على عقد الإجتماع الثاني للجنة تفعيل وتطوير منظمة التحرير الفلسطينية بتاريخ 18 فبراير/شباط 2012 بالقاهرة
- ثانيا: تشكيل حكومة التوافق الوطني الفلسطينية من كفاءات مهنية مستقلة برئاسة محمود عباس، تكون مهمتها تسهيل الإنتخابات الرئاسية والتشريعية والبدء في إعمار غزة.
- ثالثا: التأكيد على استمرار عمل اللجان التي تم تشكيلها، وهي لجنة الحريات العامة المكلفة بمعالجة ملفات المعتقلين والمؤسسات وحرية السفر وعودة الكوادر إلى قطاع غزة وجوازات السفر وحرية العمل، ولجنة المصالحة المجتمعية.
- رابعا: التأكيد على تنفيذ ما تم الإتفاق عليه في القاهرة لبدء عمل لجنة الإنتخابات المركزية في الضفة الغربية وقطاع غزة والقدس.[3][4]

## تطبيق الاتفاق
في يناير 2013 أعلن رئيس وفد حركة فتح للحوار عضو لجنتها المركزية عزام الأحمد انه تم الإتفاق بين الفصائل الفلسطينية المختلفة المجتمعة في القاهرة وابرزها حركتا فتح وحماس على الإعلان عن حكومة فلسطينية جديدة وعن موعد الإنتخابات المقبلة في مرسوم واحد يصدر بعد ستة اسابيع  بينما أكد عزت الرشق التزام حماس باتفاقي القاهرة والدوحة